# 角井楓真
角井 楓真（かくい ふうま、2005年1月31日 - ）は、埼玉県出身の俳優。『仮面ライダーゼロワン』でデビューし、幅広く活躍している。所属事務所はエムケイプロ。